# Маланич Іван Миколайович
Іван Микола́йович Мала́нич — старший сержант Збройних сил України, учасник російсько-української війни.

## З життєпису
У липні 2014-го записався добровольцем, за ним пішов до війська його брат-близнюк Іван. Брав участь у боях за Щастя в складі 80-ї бригади, обороняв Луганську ТЕС.
Третій брат-близнюк Микола також воював під Луганськом.

## Нагороди
За особисту мужність, сумлінне та бездоганне служіння Українському народові, зразкове виконання військового обов'язку відзначений — нагороджений
- орденом «За мужність» III ступеня (3.11.2015).
- Медаль «За військову службу Україні»[1]